# Vriesea elata
Vriesea elata là một loài thuộc chi Vriesea. Đây là loài bản địa của Venezuela và Ecuador.

## Giống
- Vriesea 'Grande'